# ACHI SOUND 〜HY LOVE SUMMER〜
『ACHI SOUND 〜HY LOVE SUMMER〜』（アチ・サウンド エイチワイ・ラヴ・サマー）は、HYのライブ・アルバム。

## 解説
タイトルのACHI SOUNDとは沖縄の方言で"アツイ!!"という意味。
2010年7月3日に行われた沖縄の老舗野外フェス「PEACEFUL LOVE ROCK FESTIVAL」でのライブ音源とボーナス・トラックとして未発表楽曲2曲を収録。

## 収録曲
1. <Opening>
2. Street Story
3. そこにあるべきではないもの
  - 『“そこにあるべきではない三線”プロジェクト』テーマソング[3]
4. <Live Talk 1>
5. Ocean
6. HY SUMMER
7. ホワイトビーチ
8. <Encore 〜 Live Talk 2>
9. 時をこえ
10. <Ending>
11. サヨナラ彼女 (Bonus Track)
  - 未発表楽曲。
12. たった一言 (Bonus Track)
  - 未発表楽曲。
  - フジテレビ系ドラマ「東京リトル・ラブ」主題歌。